# Treschetten
Treschetten oder Trischetten ist ein altes Kartenspiel aus Südtirol.

Treschetten ist ein Stichspiel ohne Trumpf, bei dem es darum geht, durch das Melden bestimmter Kartenkombinationen und das Sammeln wertvoller Karten in den Stichen eine höhere Punkteanzahl zu erreichen als der oder die Gegner.

## Allgemeines
Einst gehörte Treschetten zusammen mit Watten und Laubbieten zu den verbreitetsten Kartenspielen in Südtirol. Heutzutage ist es vom Aussterben bedroht. Deswegen gibt es Bestrebungen, das Spiel wieder bekannter und populärer zu machen.
Das Kartenspiel Treschetten ist mit dem italienischen Tressette verwandt und an das bayerische Blatt angepasst. Dies erkennt man etwa an der Rangfolge der Karten, beim Zählen der Punkte in den Stichen, den Ansagen und den Begriffen (z. B. Napoli, Pezz). Markante Unterschiede sind, dass es mit 32 statt 40 Karten und meist zu zweit gespielt wird. Treschetten bedeutet im Wesentlichen Tressette spielen.

## Karten
Treschetten wird mit 32 Karten aus dem bayerischen Blatt mit dem in Südtirol üblichen Salzburger Bild gespielt. Die Rangfolge der Karten und ihre Punktwerte sind:
| Rangfolge (absteigend) und Punktwerte |                                 |                                 |     |                                 |                                 |                                 |   |   |
| Rang                                  | 10                              | 9                               | Ass | König                           | Ober                            | Unter                           | 8 | 7 |
| Wert                                  | {\displaystyle {\tfrac {1}{3}}} | {\displaystyle {\tfrac {1}{3}}} | 1   | {\displaystyle {\tfrac {1}{3}}} | {\displaystyle {\tfrac {1}{3}}} | {\displaystyle {\tfrac {1}{3}}} | 0 | 0 |

## Regeln
Die folgenden Regeln beziehen sich auf das Spiel zu zweit. Die Varianten für 3 oder 4 Spiele werden weiter unten erläutert.

### Ablauf
Die Spieler geben abwechselnd.
Der Geber mischt die Karten und lässt den Gegenspieler abheben. Der Geber gibt nun in 2 Runden abwechselnd dem Gegner und dann sich je 4 Karten, sodass nach dem Geben jeder Spieler 8 Karten in der Hand hat. Es bleibt ein Talon mit 16 Karten übrig, welcher für beide Spieler gut erreichbar verdeckt auf den Tisch gelegt wird.
Die Vorhand darf als erstes eine beliebige ihrer Karten werfen. Es gilt Farbzwang, aber kein Stichzwang. Wirft der Gegenspieler eine Karte der gleichen Farbe mit höherem Rang, so sticht er, ansonsten gehört der Stich dem Spieler, der ausgeworfen hat. Stiche werden verdeckt abgelegt und dürfen bis zum Ende des Spiels nicht mehr angeschaut werden. Sind noch Karten im Talon, darf der Gewinner des Stiches nach dem Einholen des Stiches die oberste Karte des Talons in seine Karten aufnehmen, der andere Spieler die dann oberste Karte.
Ist der Talon aufgebraucht, wird mit den Karten aus der Hand weitergespielt.
Der Gewinner eines Stiches wirft zum nächsten Stich aus, indem er eine beliebige Karte aus seiner Hand ausspielt.
Dieser Ablauf (Auswerfen, Stechen, Talonaufnahme) wiederholt sich, bis die Spieler die Karten aus ihrer Hand aufgebraucht haben.
Im Anschluss werden die Punkte aus den Stichen und den Ansagen zusammengezählt und dem jeweiligen Spieler gutgeschrieben.
Übertrifft bei einem Spieler die Summe der gutgeschriebenen Punkte aus den bisherigen Spielen der Partie eine festgelegte Höhe (meist 31 oder 41), so gewinnt der Spieler mit der höheren Punkteanzahl die Partie.
Für das Aufnehmen der Karten aus dem Talon müssen sich die Spieler vor einer Partie auf eine von 2 Varianten  einigen:
- Die Karten aus dem Talon müssen dem Gegner vor dem Einfügen in die Handkarten gezeigt werden.
- Die Karten aus dem Talon werden für den Gegner nicht sichtbar aufgenommen.

### Ansagen/Meldungen
Während des Spiels kann ein Spieler durch das Ansagen/Melden bestimmter Kombinationen Punkte erwerben. Der Spieler muss zum Zeitpunkt der Ansage die angesagte Kombination in seiner Hand haben.
Folgende Ansagen sind möglich:
- Dreier-Ansage durch Melden von „Drei Zehner“, „Drei Neuner“ oder „Drei Assen“
- Vierer-Ansage durch Melden von „Vier Zehner“, „Vier Neuner“ oder „Vier Assen“
- Napoli bzw. Napele oder Nappele in einer Farbe durch Melden von „Napoli Eichel“, „Napoli Laub“, „Napoli Schell“ oder „Napoli Herz“. Dazu muss der Spieler die Karten 10, 9 und Ass der angesagten Farbe in seiner Hand haben.

Dreier-Ansagen und Napoli zählen 3 Punkte, Vierer-Ansagen 4 Punkte.
Es gelten folgende Rahmenbedingungen:
- Die Spieler müssen vor Partiebeginn festlegen, ob ein Spieler Ansagen jederzeit machen darf oder nur dann, wenn er den vorhergehenden Stich gemacht hat. Im ersten Fall können meist mehr Ansagen gemacht werden und es kann etwas defensiver gespielt werden. Im zweiten Fall muss aggressiver gespielt werden, um in den Stich zu kommen und ansagen zu können.
- Eine Karte darf gleichzeitig für mehrere Ansagen verwendet werden. Zum Beispiel kann ein Zehner gleichzeitig verwendet werden, um „Drei Zehner“ und Napoli der entsprechenden Farbe anzusagen.
- Nach einer Dreier-Ansage darf im gleichen Spiel die entsprechende Vierer-Ansage gemacht werden.
- Nach einer Vier-Ansage darf im gleichen Spiel die entsprechende Dreier-Ansage nicht mehr gemacht werden.
- Es darf im gleichen Spiel keine Ansage zweimal gemacht werden. Insbesondere darf man Dreier-Ansagen nur einmal machen.
- Bei einer Dreier-Ansage darf der Gegenspieler fragen, welche Karte zu einer entsprechenden Vierer-Ansage fehlt. Der Ansager muss die Frage wahrheitsgemäß beantworten. Beispiel: Sagt ein Spieler „Drei Neuner“ und es fehlt ihm der Herz Neuner, so muss er dies auf die Frage „Welcher fehlt?“ kundtun.

### Zählweise der Punkte aus den Stichen
Nach Einholen des letzten Stiches zählt jeder Spieler die Punktwerte der Karten aus seinen gemachten Stichen. Dabei zählt jedes Ass 1 Punkt, die Karten 7 und 8 zählen 0 Punkte, alle anderen Karten {\displaystyle {\tfrac {1}{3}}} Punkt.
Es kann also vorkommen, dass die Summe der Punkte aus den Stichen einen gemischten Bruch mit echtem Bruchanteil von {\displaystyle {\tfrac {1}{3}}} oder {\displaystyle {\tfrac {2}{3}}} ergibt. Diese Drittel werden als Pezz bezeichnet, können zwar genannt werden, werden aber nicht gezählt. Die Summe wird also auf die nächste ganze Zahl abgerundet.

In Summe ergeben die Punkte aus allen Stichen immer 10 Punkte und 2 Pezz. Dies kann als Kontrolle dienen.
Beispiel: Hat ein Spieler am Ende folgende Karten in den Stichen:

Eichel König, Eichel Unter, Herz 10, Herz Ass, Laub 9, Laub Ober, Herz 9, Herz König, Schell 7, Schell Ober

So kann er die Punkte durch Zusammenlegen der entsprechenden Karten oder gedanklich so gruppieren:
| Karten                              | Zählung                                                           |
| ----------------------------------- | ----------------------------------------------------------------- |
| Eichel König, Eichel Unter, Herz 10 | {\displaystyle {\tfrac {1}{3}}+{\tfrac {1}{3}}+{\tfrac {1}{3}}=1} |
| Herz Ass                            | 1                                                                 |
| Laub 9, Laub Ober, Herz 9           | {\displaystyle {\tfrac {1}{3}}+{\tfrac {1}{3}}+{\tfrac {1}{3}}=1} |
| Herz König, Schell 7, Schell Ober   | {\displaystyle {\tfrac {1}{3}}+0+{\tfrac {1}{3}}={\tfrac {2}{3}}} |

Er hat also {\displaystyle 3{\tfrac {2}{3}}} Punkte, sagt an „3 und 2 Pezz“ und bekommt dafür 3 Punkte gutgeschrieben.

### Punkteabrechnung pro Spiel
Pro Spiel gibt es für Folgendes Punkte:
- Meldungen
- Punkte aus den Stichen
- Letzter Stich

Meldungen werden meist schon während des Spiels gutgeschrieben.
Die Punkte aus den Stichen werden dem jeweiligen Spieler gutgeschrieben.
Der Spieler, der den letzten Stich gemacht hat, erhält einen Zusatzpunkt, welcher zu den Punkten aus seinen Stichen addiert wird.

### Ermittlung des Siegers
Sieger einer Partie ist der, der nach einem Spiel insgesamt mindestens 31 Punkte (manchmal auch 41) und insgesamt mehr Punkte als der Gegner erreicht hat.

Manchmal werden 2 Partien zu 31 Punkten gespielt, wenn es dann unentschieden steht, eine dritte Partie zu 41 Punkten. Manchmal werden alle Partien zu 31 Punkten gespielt außer die letzte zu 41 Punkten.
Für das Ende einer Partie gibt es auch noch folgende Variante: Hat ein Spieler mit den Punkten aus den bisherigen Spielen und mit den Ansagen und Stichpunkten aus dem laufenden Spiel die für den Sieg notwendigen Punkte erreicht und liegen noch Karten im Talon und hat der Spieler den vorhergehenden Stich gemacht, sodass er auswerfen darf, so kann er das Spiel beenden und sich zum Sieger erklären, indem er einen Zehner aus seiner Hand offen auf den Talon legt. Diesen Vorgang nennt man „Zu tun“. Der Spieler beschließt so die Partie.

## Spiel zu dritt
Wenn drei Spieler spielen, werden jeweils 10 Karten ausgeteilt und die verbleibenden 2 entweder verdeckt oder offen abgelegt. Letzteres vereinfacht das Spiel etwas.
Ansonsten sind der Regeln analog zum Spiel zu zweit.

## Spiel zu viert
Wenn vier Spieler spielen, werden jeweils 8 Karten ausgeteilt. Die Spieler, die sich gegenübersitzen, sind Partner. Ihre Punkte werden also zusammengezählt.
Ansagen sind nur während des ersten Stiches erlaubt und zwar dann, wenn der Spieler an der Reihe ist. Ansonsten sind die Regeln analog zum Spiel zu zweit.
Da die Kenntnis des Blattes des Partners die Siegwahrscheinlichkeit erhöht, kommt es beim Spiel zu viert zum eigentlich verbotenen Deuten (bzw. Funken, Mucken). Dabei versuchen die Spieler ihrem Partner durch zuvor vereinbarte, geheime mimische oder gestische Zeichen Informationen aus dem eigenen Blatt oder Spielanweisungen zu übermitteln.

## Strategieüberlegungen
Treschetten ist ein Spiel mit einem Glücksspielelement. Dennoch kann man durch das Verfolgen bestimmter Strategien versuchen, die eigenen Punkte zu erhöhen und den Gegner am Punktesammeln zu hindern.
Die entscheidenden Überlegungen dabei sind:
- Meldungen sind im Vergleich zu Stichen deutlich mehr wert.
- Ein Ass ist deutlich mehr wert als andere Karten.
- Der letzte Stich bringt einen ganzen Punkt.

Spielt man zu zweit mit der Variante, bei der die Karten aus dem Talon offen aufgenommen werden, erhöht sich mit jedem Stich der Umfang an Informationen über die gegnerischen Karten und somit die Möglichkeit strategisch einzugreifen.
Man kann also beim Spiel zu zweit Folgendes versuchen:
- Fehlt zum Ansagen einer Kombination nur noch eine Karte und sind noch Karten im Talon, so kann es sich lohnen, dem Gegner einen Stich, den man mit einer Karte aus dieser unvollständigen Kombination hätte machen können, zu überlassen, in der Hoffnung, die fehlende Karte noch aus dem Talon zu bekommen.
- Hat man als Ausspieler mehrere Karten einer Farbe, die der Gegner nicht besitzt, so kann man durch wiederholtes Ausspielen dieser Farbe einerseits Punkte für die Stiche gewinnen, andererseits hoffen, beim Aufheben aus dem Talon unvollständige Kombinationen zu vervollständigen.
- Vor allem zu Beginn des Spieles kann es sich lohnen, einen König oder Ober zu spielen, um dem Gegner eine 10, 9 oder Ass zu entlocken. Spielt der Gegner eine dieser Karten, so sind trotz Verlustes von 2 Pezz zumindest ein Napoli und eine Vierer-Ansage verhindert, eventuell sogar eine entsprechde Dreier-Ansage. Sticht der Gegner nicht, so hat man schon mindestens einen Pezz in den eigenen Stichen. Kann dann eine weitere Karte kleiner oder gleich König der gleiche Farbe nachgespielt werden, lohnt sich aus das möglicherweise, weil sich die Chance erhöht hat, dass der Gegner eine 10, 9 oder Ass spielen muss.
- Assen sind einen ganzen Punkt wert, sind aber nicht die höchste Karten. Um sie vor einem Abstechen durch 10 oder 9 zu schützen, lohnt es sich, sie durch ein oder zwei niedrige Karten zu schützen (decken). Ist ein Decken nicht mehr möglich, so muss man sich entscheiden, ob man mit dem Ass einen Stich macht oder weiter auf eine eventuelle Ansage hofft.
- Unter Umständen lohnt es sich auf den vorletzten Stich zu verzichten, um den letzten zu machen. Beispiel: Spieler A hat: Herz Ass, Herz 9. Spieler B hat: Herz König, Herz 10. Spieler A muss auswerfen.
  - Wirft Spieler A nun Herz Ass und Spieler B sticht mit Herz 10, so ergeben sich für Spieler A aus den letzten 2 Stichen 1 Punkt und 2 Pezz, für Spieler B 1 Punkt und 1 Pezz.
  - Wirft Spieler A Herz Ass und Spieler B verzichtet mit Herz König auf den vorletzten Stich, so ergeben sich für Spieler A aus den letzten 2 Stichen 1 Punkt und 1 Pezz, für Spieler B 1 Punkt und 2 Pezz.
  - Wirft Spieler A Herz 9 und Spieler B verzichtet mit Herz König auf den vorletzten Stich, so ergeben sich für Spieler A aus den letzten 2 Stichen 2 Pezz, für Spieler B 2 Punkte und 1 Pezz.
  - Wirft Spieler A Herz 9 und Spieler B sticht mit Herz 10, so ergeben sich für Spieler A aus den letzten 2 Stichen 2 Punkte und 1 Pezz, für Spieler B 2 Pezz.